# الجنود الأشباح
يشير الجنود الوهميون أو كتائب الأشباح إلى قوات الجيش الغائبة التي تظهر أسماؤها في القوائم العسكرية، ولكنهم ليسوا في الخدمة العسكرية فعليًا، وذلك بشكل عام من أجل تحويل جزء من رواتب الجنود إلى كيان محلي مؤثر مثل ضباط الجيش أو غيرهم. وقد يستفيد الجنود أيضًا من مخطط الفساد من خلال العودة إلى مهنهم وأعمالهم المدنية بينما يحصلون على دخل هامشي. ومع ذلك، فإن هذه الممارسة تضعف الجيش وتجعله عرضة للهجمات العسكرية والهزائم الكبرى لأن القادة يتجاهلون العدد الحقيقي للقوات المتاحة تحت تصرفهم على مختلف الخطوط الأمامية. وقد تم الاستشهاد بأحداث خطيرة لجنود أشباح في فيتنام والعراق وأفغانستان ودول أخرى، وكانت لها عواقب عسكرية وإنسانية وتاريخية هائلة.

## عبر الحدود الوطنية
وفي تحليل عابر للحدود الوطنية أجري عام 2008، وجد جون هدسون وفيليب جونز وجود علاقة سلبية بين مستوى الفساد في بلد ما وتكلفة كل جندي. في الواقع، يؤدي ارتفاع معدل الفساد وعدد الجنود الأشباح إلى انخفاض تكاليف الصيانة المبلغ عنها.

## حالات تاريخية

### جنوب فييتنام
احتفظ بعض الضباط في الجيش الفيتنامي الجنوبي أثناء حرب فيتنام بالجنود الذين قُتلوا أو هجروا بسبب دورهم «كجنود أشباح». نظرًا لأنه تم تخصيص كمية محددة من الأرز لكل جندي شهريًا، فقد سمح ذلك للضباط ببيع الأرز الزائد لتحقيق أرباحهم الخاصة. كما قام ضباط جيش جمهورية فيتنام في بعض الأحيان بسرقة الرواتب المخصصة لهؤلاء الجنود غير الموجودين. وكان هذا الفساد منتشراً على نطاق واسع لدرجة أنه أدى إلى مبالغة كبيرة في تقدير حجم الجيش.

### روسيا
أثناء حربي الشيشان الأولى والثانية في القوقاز والفترة بينهما، كانت هناك تقارير عن إدراج جنود روس في قائمة رواتب الجيش، والذين إما لم يكونوا موجودين أو فروا من الخدمة بينما كان ضباطهم القياديون يتقاضون رواتبهم. كانت هناك أيضًا تقارير عن عدم دفع أجور المجندين على الإطلاق، وعملهم كعبيد من قبل ضباطهم القياديين بينما كان هؤلاء الضباط أنفسهم يسرقون رواتب الجنود.
أثناء الحرب الروسية الأوكرانية، أدى النقص المتفشي في الأفراد والعتاد إلى الحد من الإسقاطات والأداءات العسكرية الروسية. بينما بُذلت جهود بعد تفكك الاتحاد السوفييتي لإصلاح القوات المسلحة الروسية وترقيتها إلى قوة أصغر وحديثة وموثوقة، إلا أن تلك الجهود لم تنجح وظل الفساد متفشياً. يقوم القائمون على التوظيف بشكل روتيني بتضخيم أعدادهم لكسب الفارق. استندت خطط الغزو الروسي لأوكرانيا وثقتها إلى تقديرات خاطئة، سواء من حيث التقليل من قدرات أوكرانيا أو المبالغة في تقدير الأصول البشرية والمادية لروسيا.
توقفت الأعمدة المدرعة الروسية على بعد كيلومترات فقط من كييف خلال حملة شمال أوكرانيا، وقد تجمدت بسبب عدم وجود مشاة تحمي أجنحتها من القوات الأوكرانية وبسبب نقص الوقود. من المحتمل أن يكون الوقود المتوفر بكمية أقل مما كان مخططًا له. وارتبط النقص البشري والعتاد في العملية بالفساد والتقارير التصاعدية المضللة السابقة. ومن المحتمل أيضًا أن تكون سرية العملية قد حالت دون إتاحة الفرصة للقادة الميدانيين للإبلاغ عن الحالات الصادقة لقواتهم.

### أوغندا
في دراسة أجريت عام 2006 عن قوات الدفاع الشعبية الأوغندية (UPDF)، تشير التقديرات إلى أن ما يصل إلى 30% من قوتها كانوا جنودًا وهميين. لم يُسمح بالجهود المبذولة لبدء تحقيقات لمكافحة الفساد من قبل المفتش العام للحكومة بشأن قوات الدفاع الشعبي الأوغندية «لأن المبالغ الكبيرة التي تم الحصول عليها من المشتريات العسكرية الفاسدة وظاهرة الجنود «الأشباح» كانت متاحة لبناء الدعم السياسي للرئيس يوويري موسيفيني».

### العراق

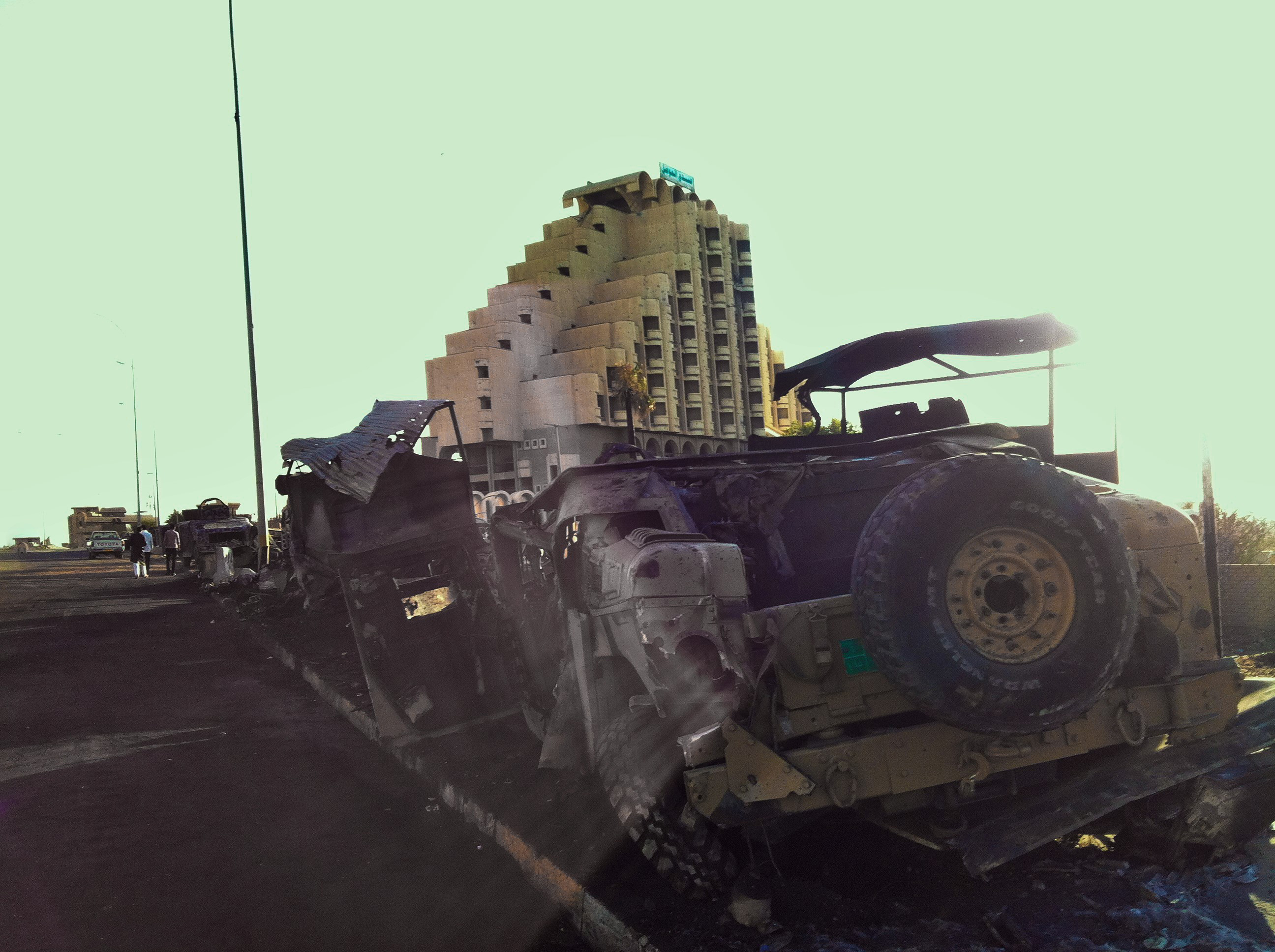
يُعزى السقوط السريع للموصل، ثاني أكبر مدينة عراقية أمام 800-1500 من مقاتلي داعش، في جزء كبير منه إلى كون الجيش العراقي أقل عدداً بكثير مما أُعلن عنه. تعرّضت المدينة لتدمير كبير وإعادة الاستيلاء عليها في معركة الموصل، قُتل ما بين 10 إلى 20 ألف جندي و10 آلاف مدني.

استُشهد بوجود الجنود والكتائب الوهمية كسبب رئيسي لسلسلة الانهيارات والهزائم السريعة والكارثية للجيش العراقي على يد داعش في أوائل الحرب الأهلية العراقية 2013-2014. ووثقت حالات قيام ضباط وجنود الجيش بتقسيم راتب الجندي مقابل عدم الاضطرار إلى الحضور إلى الثكنات العسكرية والعمل والتدريب. كان للجنود بعد ذلك الحرية في العودة إلى مهنهم وأعمالهم الروتينية المدنية، لكن عليهم العودة بشكل دوري لتجديد الشهادات المختلفة تحت حماية ضابطه. كما أتاحت هذه الممارسة للجنود العراقيين إمكانية التقاعد بعد 10 سنوات من هذه الخدمة الوهمية.
وكان الجيش تحت قيادة رئيس الوزراء العراقي نوري المالكي معروفاً بالفساد. وكان المالكي أيضًا وزيرًا لشؤون الأمن الوطني ووزيرًا للداخلية حتى 8 سبتمبر 2014. وعندما زاد تنظيم داعش نشاطه في الجزء الأول من الصراع، مر الجيش العراقي بعدة هزائم مذهلة، بما في ذلك هجوم شمال العراق في يونيو 2014 والذي شهدت الانهيار الكارثي للجيش في تلك المنطقة وسقوط الموصل، حيث قام جيش مكون من 1500 من مقاتلي داعش بهزيمة أكثر من 60 ألف جندي عراقي معلن. كان عدد القوات المحلية أكثر واقعية في حدود 12 ألف جندي، معظمهم من المجندين الشباب عديمي الخبرة الذين يؤدون خدمتهم الإجبارية ثم اختفوا مع بدء المعركة.
وكلفت خليفته رئيس الوزراء حيدر العبادي بمحاربة هذا الفساد. بعد التحقيق، أعلن العبادي علناً في تشرين الثاني/نوفمبر 2014 عن اكتشاف 50 ألف جندي وهمي، مقابل خسارة سنوية تقدر بـ 360 مليون دولار أمريكي، بافتراض متوسط راتب شهري قدره 600 دولار. وقد اقترح البعض أن الخسارة قد تكون أكبر بثلاث مرات. وقام العبادي بطرد العشرات من الضباط المتهمين بالفساد وترقية ضباطهم الفرعيين على أساس الولاء وليس الجدارة.

### أفغانستان

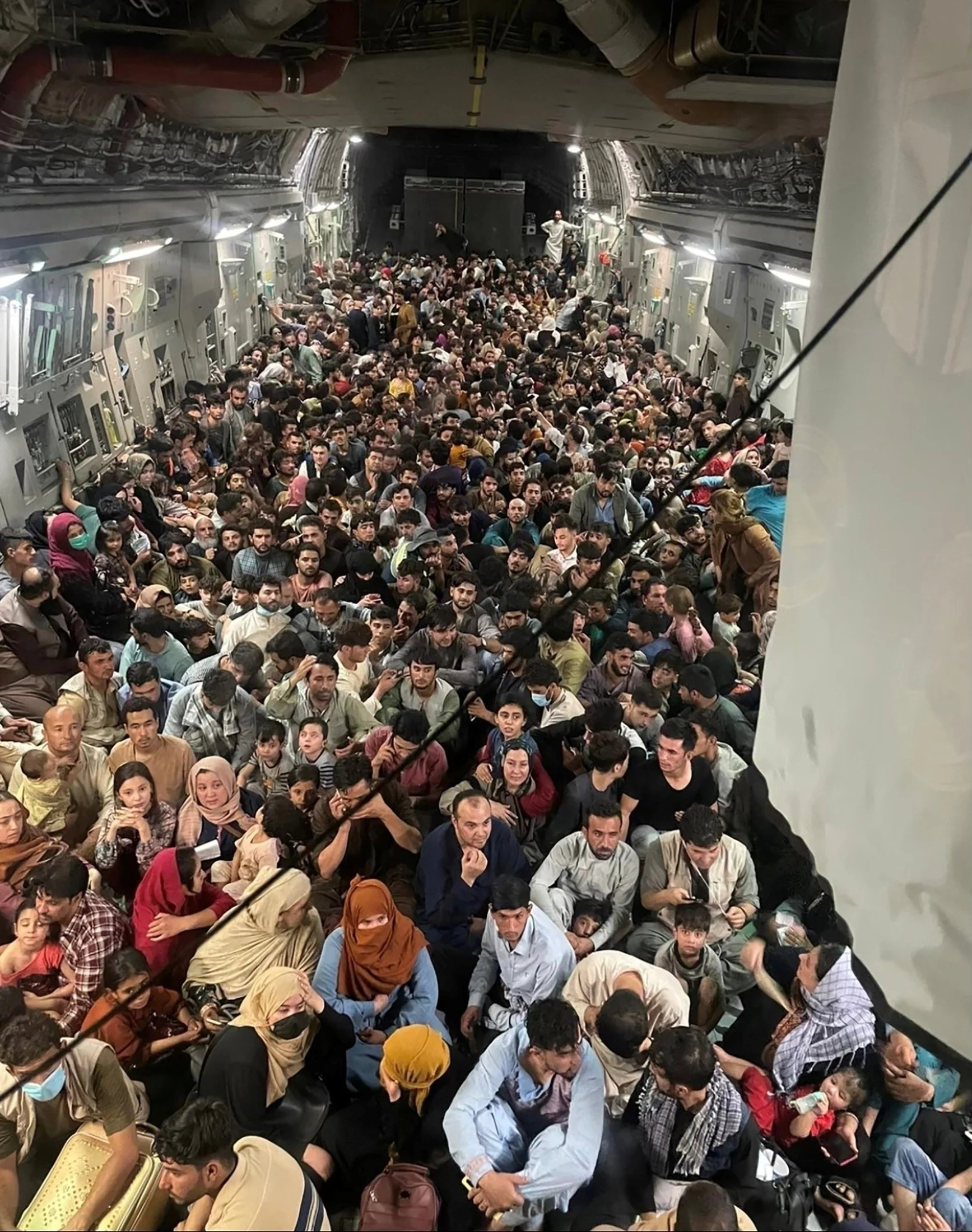
أفغان يفرون على متن طائرة أمريكية من طراز Boeing C-17 Globemaster III أثناء سقوط كابول، 15 أغسطس 2021. يُعزى الانهيار السريع للقوات الحكومية في مواجهة طالبان جزئيًا إلى انتشار الجنود الأشباح، وانخفاض الروح المعنوية العسكرية، وغيرها من الأمور المتعلقة بالفساد. وأدى الانهيار إلى نزوح جماعي للأفغان.

في عام 2016، كان ما لا يقل عن 40% من الأسماء المدرجة في قائمة الجيش الوطني الأفغاني في ولاية هلمند غير موجودة. وقال تقرير صدر عام 2016 عن المفتش العام الخاص لإعادة إعمار أفغانستان (SIGAR): «لا تعرف الولايات المتحدة ولا حلفاؤها الأفغان عدد الجنود وأفراد الشرطة الأفغان الموجودين بالفعل، أو عدد الجنود المتاحين للخدمة، أو، بالتالي، الطبيعة الحقيقية لقدراتهم العملياتية».
قام الضباط بسحب الرواتب وحصص الإعاشة للجنود الأشباح، والتي كانت إحدى الظواهر الرئيسية للفساد المستشري في أفغانستان. وفي هلمند، لم يتبق سوى 50 جنديًا فقط في قاعدة واحدة تضم 100 جندي؛ وأمروا النصف الآخر بالعودة إلى منازلهم بينما أخذ الضابط القائد رواتبهم. وعندما هوجمت قاعدة أخرى يديرها رسميًا 300 جندي، لم يكن هناك سوى 15 جنديًا فقط. حيث فشل الضباط في الإبلاغ عن فرار قواتهم أو وفاتهم أو مغادرتهم، من أجل إخفاء الإخفاقات واحتجاز بدلات الجنود الأشباح.
وفي الوقت نفسه، واجهت القوات الفعلية في المواقع الريفية المعزولة وخطوط المواجهة انخفاض الروح المعنوية وظروف معيشية قاسية، مع سوء التغذية مثل الأرز البسيط والشاي. تعمل القوات في تهريب المخدرات للحصول على دخل إضافي وتعاطي المخدرات، والتي يمكن إبلاغ القوات المعادية بها وبدء الهجوم عندما يكون الجنود لا يزالون تحت تأثير تلك المخدرات. واضطر أفراد دوريات الحدود، الذين لم يكونوا وحدات قتالية، إلى سد الثغرات والدفاع عن المواقع عند الحاجة. وبينما وفرت القوة العسكرية والقوة الجوية للتحالف الذي تقوده الولايات المتحدة مزايا عسكرية حاسمة، كانت هناك حاجة إلى حلول اجتماعية واقتصادية طويلة المدى لتعزيز القوات العسكرية الأفغانية.
في أوائل عام 2019، تمت إزالة ما لا يقل عن 42 ألف جندي وهمي من كشوف مرتبات الجيش الوطني الأفغاني.
حتى قبل وقت قصير من استيلاء طالبان على السلطة في 15 أغسطس 2021، كان عدد القوات المسلحة الأفغانية، على الورق، 300 ألف جندي وتم بناؤها على مدى العقدين الماضيين من خلال جهود الولايات المتحدة وحلف شمال الأطلسي. وعلى مدار أسابيع فقط، هزمت من قبل قوة أصغر بكثير من حركة طالبان، مع سقوط معظم العواصم الإقليمية دون مقاومة تذكر أو معدومة. وقال خالد بايندا، وزير المالية الأفغاني السابق، في عام 2021، بعد انهيار الحكومة الأفغانية، إن معظم الجنود ورجال الشرطة البالغ عددهم 300 ألف في قائمة الحكومة غير موجودين، وربما كان العدد الرسمي أكبر بستة أضعاف من العدد الفعلي. (مقترح بـ 50,000 جندي)، أو حوالي +80% من الجنود الأشباح. كان «الجنود الأشباح» والفساد المستشري في الجيش سببًا رئيسيًا للانهيار السريع للحكومة بعد انسحاب القوات الأمريكية من أفغانستان.